# Kálmándy Pap Ferenc
Kálmándy Pap Ferenc (másként: Kálmándy Ferenc, Kálmándy P. Ferenc, Kálmándi Ferenc, Pécs, 1950. október 23. –)  fotóművész, fotóriporter, vitorlázó, szörföző. Kálmándy Pap László festőművész unokája. Testvére, Kálmándy Pap László autóversenyző.

## Életrajz
1969-ben érettségizett a Nagy Lajos Gimnáziumban Pécsett. A Baranya Megyei Múzeumoknál dolgozott mint fényképész, 1986-tól az MTI munkatársa volt. Cseri Lászlóval, Harnóczy Örssel, Kovács Attilával és dr. Lajos Lászlóval közösen megalapították a Mecseki Fotóklubon belül  a Focus csoportot. Felvételei színezettek és furcsa hatást keltőek, melyekkel egyedi, kizárólag rá jellemző formanyelvet sikerült kialakítania.

## Egyéni kiállítások
- 1985 • Pécsi Kisgaléria (kat.)
- 1994 • Pécs-Baranya 1986-1994, Pécsi Kisgaléria
- 2025 • Magángyűjtemény – Kálmándy 75, Művészetek és Irodalom Háza, Martyn Ferenc Galéria, Pécs

## Kiállítások az adatbázisban
- Helyzetjelentés (2009)

## Válogatott csoportos kiállítások
- 1976 • Varsó
- 1978 • San Francisco • Nîmes (FR) • Mechelen (B)
- 1981 • Zágrábi Szalon
- 1982 • Fiatal Fotó 1980 után, Miskolci Fotógaléria • Országos Fotókiállítás, Szolnok
- 1984 • IV. Esztergomi Fotóbiennálé • Önarckép, Miskolci Fotógaléria